# Graham Priest

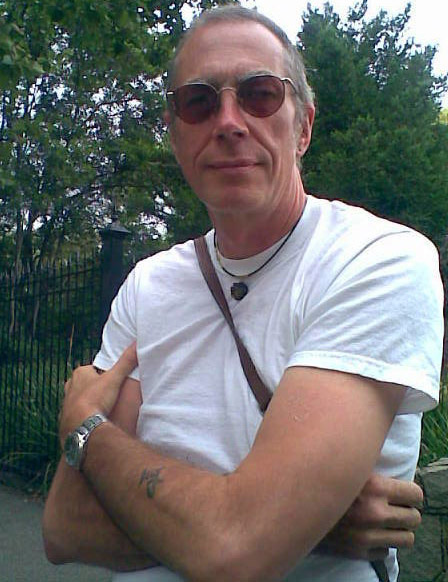

Graham Priest (Londen, 1948) is filosoof en logicus en professor aan de Universiteit van Melbourne. Hij is bekend door zijn werk op het gebied van logica en daarbij in het bijzonder de niet-klassieke logica. 
Priest heeft aan belangrijke opstellen over paraconsistente logica bijgedragen. Invloedrijk was in het bijzonder zijn opstel What is so bad about contradictions? (1998), waarin hij argumenteert dat uit een tegenspraak niet om het even wat volgt (dus niet ex contradictione sequitur quod libet). Er zijn voorbeelden uit de natuurkunde of het rechtsysteem waarin men tegenspraken op de koop toe neemt, omdat er anders veel ingewikkelder verklaringen of regelingen voor nodig zouden zijn om ze op te lossen. Daaruit volgt weliswaar een zekere onbepaaldheid, maar geenszins alles. Door deze opvatting heeft hij zich met verschillende alternatieve logica's beziggehouden en onder andere een boek over niet-klassieke logica geschreven.

## Publicaties (selectie)
- Logic. A very short introduction. Oxford University Press 2000.
- 'What is so bad about contradictions'. In: The law of non-contradiction. Blz. 23 - 40 ,Oxford University Press 2004 herdruk 2011. Eerder in Journal of Philosophy 95, 1998.
- An introduction to non-classical logic. From if to is. Cambridge 2008.